# Юдин, Владимир Иванович
Юдин Владимир Иванович (род. 20 февраля 1948) — депутат Государственной Думы Федерального Собрания Российской Федерации III созыва. На основании запроса Юдина о законности приватизации горно-обогатительного комбината «Апатит» Генпрокуратура начала уголовное производство по так называемому «делу ЮКОСа». Имеет два высших образования. Награждён орденом «Знак Почёта», медалями «За трудовое отличие», «Ветеран труда».

## Биография
Владимир Иванович Юдин родился 20 февраля 1948 года в селе Горлово Скопинского района Рязанской области. В 1963 году окончил восемь классов Горловской средней школы и поступил учиться в ГПТУ № 10 города Скопин. В 1965 году, получив квалификацию токаря-универсала, был направлен на работу на Кировский завод Ленинграда. С ноября 1967 года по ноябрь 1969 года служил в армии, в рядах Морской авиации ВМФ. По окончании службы вернулся работать на завод.
В 1977 году окончил Ленинградский технологический институт целлюлозно-бумажной промышленности, получив квалификацию инженера-технолога по автоматизации химико-технологических процессов.
В 1982 году стал заместителем председателя профкома Кировского завода. В 1989 году — заместителем директора, в 1991 году — председателем комитета независимого профсоюза работников ОАО «Кировский завод». В 1992 году окончил отделение повышения квалификации Инженерно-экономического института имени Пальмиро Тольятти, получив второе высшее (на этот раз — экономическое) образование.
Впервые имя Юдина появилось в СМИ во время выборов губернатора Санкт-Петербурга в 1996 году. Тогда Юдин, будучи лидером заводского профкома, направил в Генеральную прокуратуру запрос о причастности тогдашнего губернатора и кандидата в губернаторы Анатолия Собчака к махинациям с квартирами. Прокуратура ответила, что Собчак имел отношение к следствию по некоторым уголовным делам. Запрос Юдина и ответ Генпрокуратуры были распространены в виде листовки, и это, по оценкам наблюдателей, сыграло роль в проигрыше Собчака на выборах. Позже выяснилось, что подозрения в отношении Собчака оказались напрасными.
По инициативе Юдина в 1996 году был создан Совет граждан Санкт-Петербурга, в котором общественные организации объединились на паритетных началах с губернатором и членами правительства города. Предполагалось, что Совет будет помогать городской администрации в выработке и осуществлении социально-экономической политики, повышающей уровень жизни горожан, доводя мнение граждан до властей и проводя экспертизу важнейших решений горадминистрации.
В 1999 году Юдин баллотировался в Государственную Думу по списку блока «Отечество — Вся Россия». Мандат получил 2 февраля 2001 года — был передан вакантный мандат депутата Малышева В. И. В Думе Юдин вошёл в группу «Регионы России» и занял пост заместителя председателя комитета Госдумы по экономической политике и предпринимательству.
Под руководством Юдина была разработана организационно-экономическая программа «Внебюджетная ресурсная поддержка машинно-технологических станций для обеспечения продовольственной безопасности» на основе реализаций положений закона «О потребительской кооперации (обществах, их союзах) в РФ», Гражданского Кодекса, а также Налогового кодекса с изменениями и дополнениями вступившими в действие с 1 января 2001 года.
В начале 2000-х годов Юдин, используя свои полномочия депутата, активно участвовал в нескольких хозяйственных спорах. Именно он в середине июня 2003 года направил в Генпрокуратуру запрос относительно законности приватизации АО «Апатит». Уже 2 июля председатель совета директоров МФО «МЕНАТЕП» и один из крупнейших акционеров НК «ЮКОС» Платон Лебедев был задержан и препровожден в «Лефортово» по подозрению в хищении пакета акций «Апатита». Затем был задержан и глава «ЮКОСа» Михаил Ходорковский.
Основные акционеры, топ-менеджеры и сотрудники «ЮКОСа» также подверглись уголовному преследованию. Из-за многочисленных налоговых претензий «ЮКОС» потерял основное добывающее предприятие — «Юганскнефтегаз», которое перешло к государственной компании «Роснефть».
Позже Юдин пытался убедить представителей прессы в том, что он действовал не по чьему-то заказу, а по собственному почину. Когда же журналисты спросили Юдина, почему он, будучи избранным от Санкт-Петербурга, занялся вопросами, которые касаются избирательного округа в Мурманской области, депутат ответил: «Санкт-Петербург — центр Северо-Запада, поэтому кишит бизнес-элитой со всего региона. Бизнесмены очень многие вопросы решают в Питере».
В 2003 году Юдин вновь баллотировался в Госдуму в 206-м одномандатном округе в Санкт-Петербурге, но выборы проиграл.
Юдин женат; у него есть сын и дочь. За свою профессиональную и общественную деятельность Юдин был награждён орденом «Знак Почёта», медалями «За трудовое отличие», «Ветеран труда», «300 лет Российскому флоту», а также почётным знаком «Заслуженный Кировец» и золотым знаком ОАО «Кировский Завод».